# Huamanrazo
Der Nevado Huamanrazo, alternative Schreibweise: Nevado Huamanrazu, Quechua-Schreibweise: Wamanrasu, ist ein Berg in der Region Huancavelica in West-Peru. Er bildet mit einer Höhe von 5304 m eine der größten Erhebungen der Cordillera de Chonta, eines Gebirgszugs der peruanischen Westkordillere.

## Lage
Der Nevado Huamanrazo befindet sich 16 km südsüdwestlich der Stadt Huancavelica. Er liegt an der Grenze der beiden Distrikte Santa Ana (Provinz Castrovirreyna) im Südwesten und Huancavelica (Provinz Huancavelica) im Norden, im Osten und im Südosten. Die Südostflanke des Nevado Huamanrazo wird zum Río Astobamba, rechter Quellfluss des Río Ichu, entwässert.
Die Nord-, Nordost- und Südostflanken gehören zum Einzugsgebiet des Río Opamayo, linker Quellfluss des Río Urubamba, und werden nach Osten entwässert. Der Nevado Huamanrazo befindet sich etwa 15 km nordöstlich der kontinentalen Wasserscheide. 5,5 km weiter südlich erhebt sich der 5169 m hohe Nevado Ccarhuarazo (Qarwarasu). 9,76 km westsüdwestlich, auf der gegenüberliegenden Seite des Astobamba-Tales, befindet sich der 5180 m hohe Nevado Antarazo (Antarasu).